# جمهوری اول عراق
جمهوری نخست عراق (عربی: الجمهورية العراقية الأولى) در سال ۱۹۵۸ تحت حکومت رئیس‌جمهور محمد نجیب الربیعی و نخست‌وزیر عبدالکریم قاسم و برای اولین بار از طریق انقلاب ۱۴ ژوئیه که پادشاهی عراق در آن سرنگون شد و در نتیجه، پادشاهی و فدراسیون عربی منحل شدند و جمهوری تأسیس شد. این دوره کوتاه با به قدرت رسیدن بعثی‌ها در انقلاب ۱۷ ژوئیه در سال ۱۹۶۸ به اتمام رسید.